# 산타 체칠리아 인 트라스테베레 성당

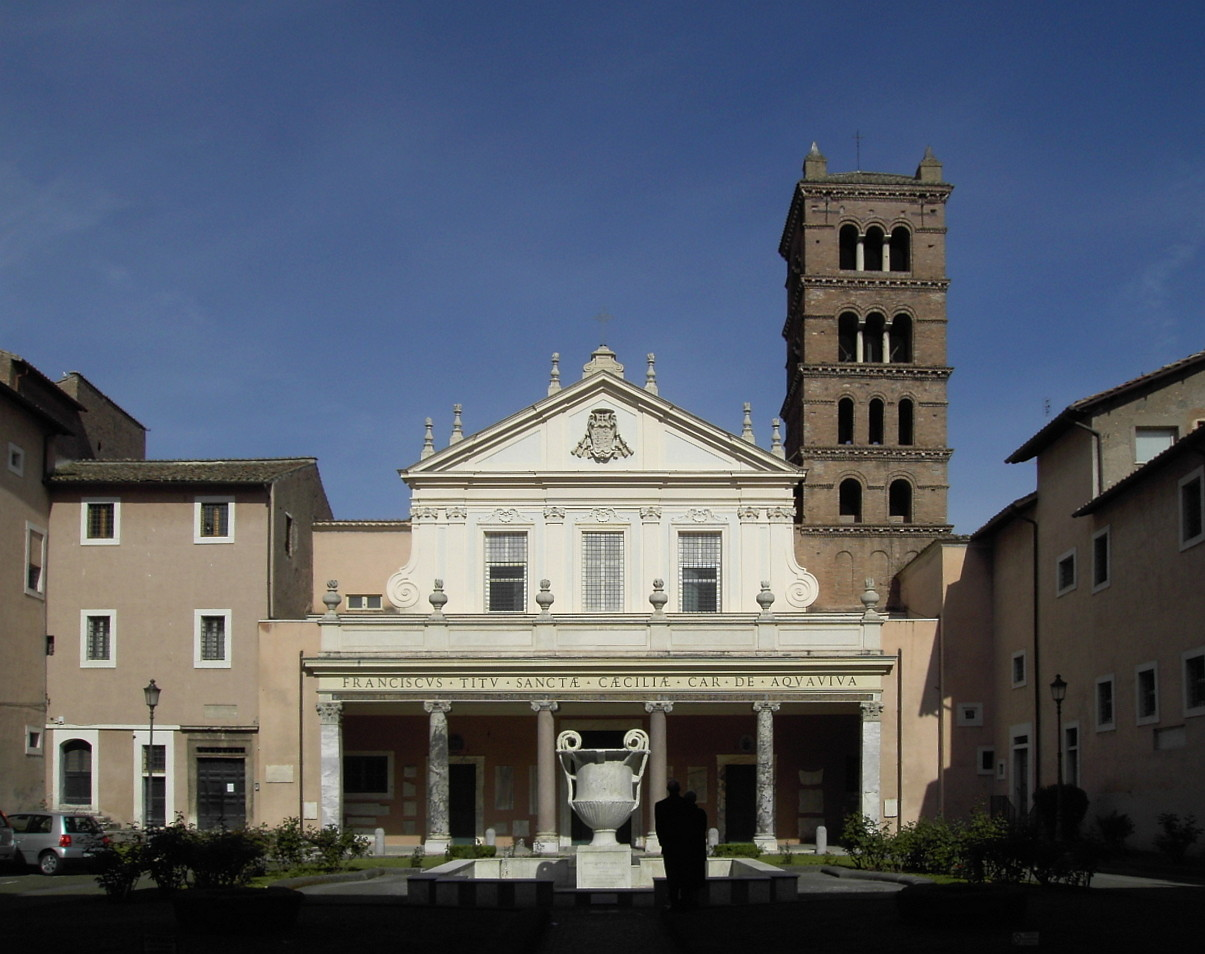
성당의 정면 외관

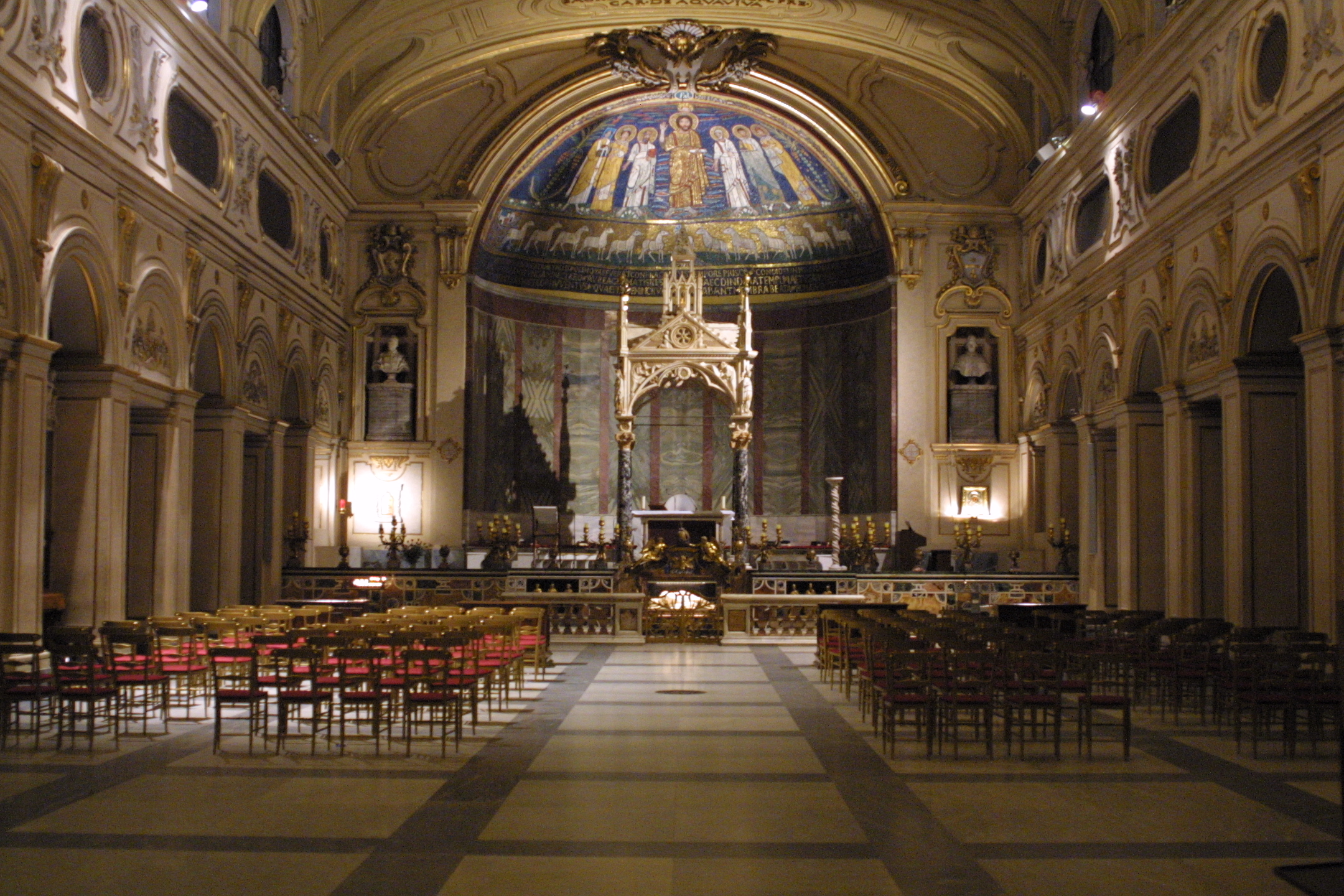
성당의 내부

산타 체칠리아 인 트라스테베레 성당(이탈리아어: Basilica di Santa Cecilia in Trastevere)은 이탈리아 로마 트라스테베레 거리에 있는 로마 가톨릭교회의 성당이다. 수호성인은 성녀 체칠리아이다.

## 역사
초창기 성당은 3세기 교황 우르바노 1세의 지시로 건립된 것으로 추정된다. 수호성인은 5세기 후반인 499년 로마 시노드에서 교황 심마코에 의해 세베루스 알렉산데르 황제 때 순교한 체칠리아 성녀로 지정되었다. 기독교 전승에 따르면, 성당이 세워진 장소는 본래 체칠리아 성녀의 생가가 있던 장소라고 한다.
성당에 부속된 세례당과 성녀의 유해가 안치된 경당 아래에는 로마 제국 초창기 로마 가옥들의 유물 등이 발굴되었다. 545년 11월 22일 교황 비질리오는 성녀 체칠리아 축일을 맞이하여 테오도라 황후의 사절과 함께 이 성당에서 미사를 집전하였다.
822년 교황 파스칼 1세의 지시로 성당이 재건축되었으며, 성녀 체칠리아의 유해도 본래 있던 갈리스토 카타콤바에서 이곳으로 이장되었다. 18세기에 이르러 더 많은 복구 공사가 진행되었다.
이 성당의 명의 사제 추기경으로 유명한 인물로는 교황 스테파노 3세, 토머스 울지, 카를로 마리아 마르티니 등이 있다.

## 미술과 건축
성당의 정면 외관은 1725년 페르디난도 푸가에 의해 재건된 것으로서, 고대의 모자이크와 기둥 등으로 장식되었다. 또한 정면 앞에는 역시 고대 로마 시절의 커다란 청동 항아리가 놓인 마당이 펼쳐져 있다. 성당 정면 외관에는 프란체스코 아크콰비바 추기경에게 경의를 표하는 차원에서 그의 문장이 조각되어 있다.
13세기에 제작된 것 중에 오늘날까지 보존되어 있는 것으로는 피에트로 카발리니가 성가대석에 그린 최후의 심판 성화(1289-1293)와 아르놀포 디 캄비오가 만든 중앙 제대의 닫집(1293)이다. 고딕 양식의 닫집은 흰색과 검은색 대리석 기둥이 떠받치고 있으며, 천사들과 성인들, 예언자들, 복음사가들의 작은 조상으로 장식되어 있다. 성당 북서쪽 모서리에는 9세기에 성 베드로와 성 바오로, 성녀 체칠리아, 교황 파스칼 1세, 성녀 아가타, 성 발레리아노 등의 성인들을 묘사한 모자이크가 그려져 있다.
폰차니 경당(Cappella dei Ponziani)의 천장에는 안토니오 델 마사로의 《천주 성부와 복음사가들》(1470)이 그려져 있다. 유해 경당( Cappella delle Reliquie)은 루이지 반비텔리에 의해 제작 및 장식된 것이다. 본당 회중석에 그려진 성화는 세바스티아노 콘카의 《성녀 체칠리아의 영광》(1727)이라는 작품이다. 중앙 제대 뒷편에는 귀도 레니가 그린 《성 발레리아노와 성녀 체칠리아》와 《성녀 체칠리아의 참수》라는 제목의 성화가 있다.

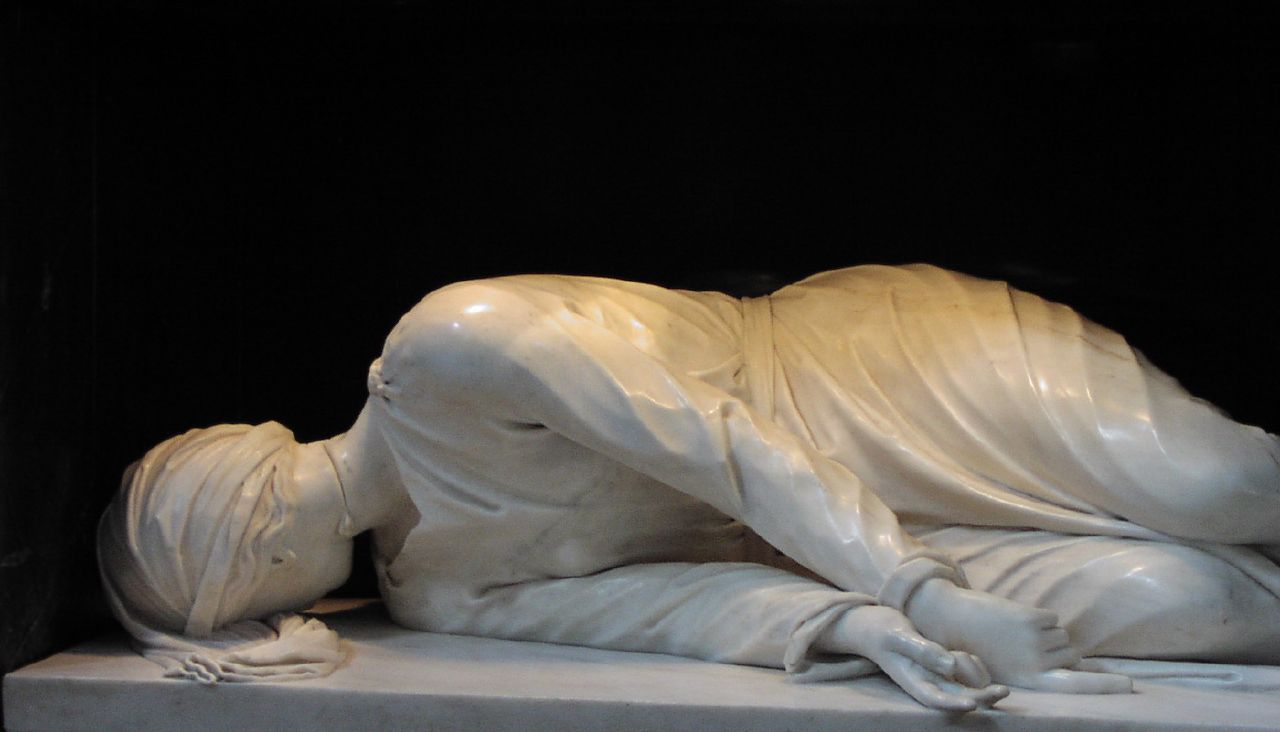
스테파노 마데르노의 성녀 체칠리아의 순교. 바로크 양식 조각의 대표적인 작품이다.

하지만 무엇보다도 성당의 대표적인 작품으로는 르네상스 시대 조각가 스테파노 마데르노가 제작한 《성녀 체칠리아의 순교》라고 할 수 있다. 마데르노는 5세기에 기록된 성녀 체칠리아의 순교 장면의 고증에 따라 성녀가 도끼로 참수형을 당한 모습으로 조각하였다.